# 愛秩序街
愛秩序街（英語：Aldrich Street）是香港東區的一條道路，在香港島筲箕灣中部，南起筲箕灣道與柴灣道交界，北至寶文街（近峻峰花園）。愛秩序街因其貼近昔日的愛秩序灣而得名，現時愛秩序街的定線，大致可以反映當時的海岸線。
愛秩序街旁邊為筲箕灣巴士總站的所在地，為使用該總站之巴士線的必經之路。

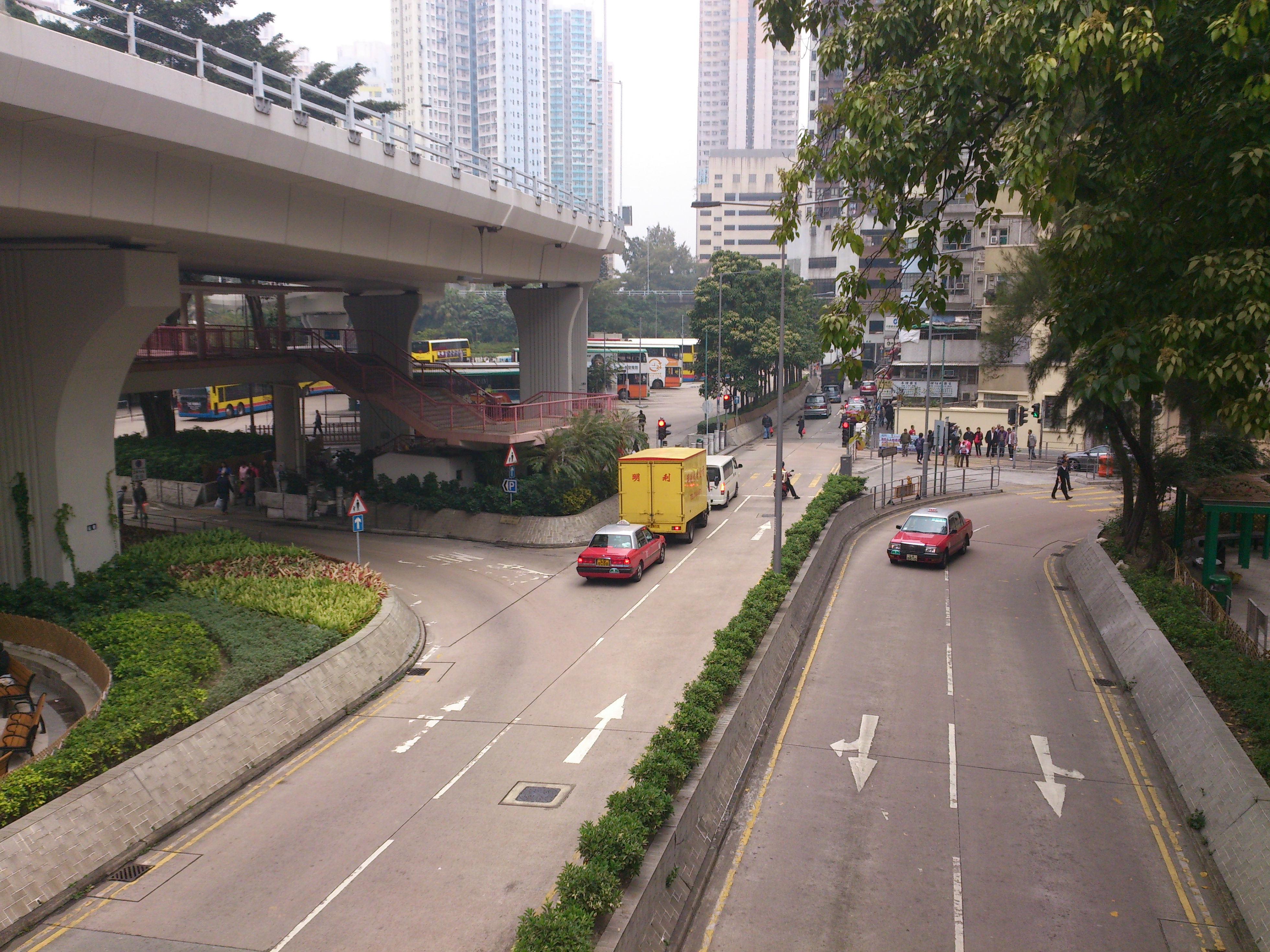
愛秩序街日景

影射提及
七號差館